# FC Oberneuland
FC Oberneuland is een Duitse voetbalclub uit Bremen. De vereniging is ook actief in andere sporten, namelijk basketbal en gymnastiek.

## Geschiedenis
De club werd op 13 april 1948 opgericht. In 1993 en 2003 wonnen ze de Bremer Pokal, waardoor ze in de eerste ronde van de DFB-Pokal mochten aantreden. In 2011 degradeerde de club uit de Regionalliga Nord, maar kon na één seizoen terugkeren. Aan het einde van seizoen 2012/13 ging de club failliet. De laatste drie competitiewedstrijden werden niet meer uitgespeeld. In 2013 ging de club weer van start in de Landesliga, maar degradeerde daar na één seizoen.

## Eindklasseringen vanaf 1992
| Seizoen | Competitie                    | Niveau | Eindstand | DFB Pokal | Opmerking |
| ------- | ----------------------------- | ------ | --------- | --------- | --- |
| 1991/92 | Kreisliga A Bremen            | VII    | 1         | --        | |
| 1992/93 | Bezirksliga Bremen            | VI     | 1         | --        | Finalist Bremer Pokal > Werder Bremen amateurs: 0-5                                                                           |
| 1993/94 | Landesliga Bremen             | IV     | 1         | 2e ronde  | < Chemnitzer FC: 1-8 |
| 1994/95 | Verbandsliga Bremen           | V      | 2         | --        | Finalist Bremer Pokal > Werder Bremen amateurs: 0-5                                                                           |
| 1995/96 | Verbandsliga Bremen           | V      | 1         | --        | Finalist Bremer Pokal > FC Bremerhaven: 2-5                                                                                   |
| 1996/97 | Oberliga Niedersachsen/Bremen | IV     | 4         | --        | |
| 1997/98 | Oberliga Niedersachsen/Bremen | IV     | 3         | --        | |
| 1998/99 | Oberliga Niedersachsen/Bremen | IV     | 3         | --        | Finalist Bremer Pokal > Werder Bremen amateurs: 0-2                                                                           |
| 1999/00 | Oberliga Niedersachsen/Bremen | IV     | 2         | --        | |
| 2000/01 | Oberliga Niedersachsen/Bremen | IV     | 6         | --        | |
| 2001/02 | Oberliga Niedersachsen/Bremen | IV     | 5         | --        | Finalist Bremer Pokal > Werder Bremen amateurs: 0-5                                                                           |
| 2002/03 | Oberliga Niedersachsen/Bremen | IV     | 10        | --        | Winnaar Bremer Pokal > Werder Bremen amateurs: 3-1                                                                            |
| 2003/04 | Oberliga Niedersachsen/Bremen | IV     | 12        | 1e ronde  | < 1. FC Köln: 2-5 n.v.; niet geplaatst voor de éénklassige Oberliga Nord; Finalist Bremer Pokal > Werder Bremen amateurs: 0-1 |
| 2004/05 | Bremen-Liga                   | V      | 3         | --        | |
| 2005/06 | Bremen-Liga                   | V      | 1         | --        | |
| 2006/07 | Oberliga Nord                 | IV     | 3         | --        | Finalist Bremer Pokal > Werder Bremen II: 0-0 (3-4 n.s.)                                                                      |
| 2007/08 | Oberliga Nord                 | IV     | 9         | --        | Winnaar promotieserie Regionalliga Nord met 5 clubs; Winnaar Bremer Pokal > Brinkumer SV: 2-0                                 |
| 2008/09 | Regionalliga Nord             | IV     | 9         | 2e ronde  | < VfL Wolfsburg: 0-7; Winnaar Bremer Pokal > Bremer SV: 4-0                                                                   |
| 2009/10 | Regionalliga Nord             | IV     | 16        | 1e ronde  | < TSG 1899 Hoffenheim, 0-2; Winnaar Bremer Pokal > FC Bremerhaven: 8-0                                                        |
| 2010/11 | Regionalliga Nord             | IV     | 17        | 1e ronde  | < SC Freiburg: 0-1; Winnaar Bremer Pokal > Bremer SV: 2-1                                                                     |
| 2011/12 | Bremen-Liga                   | V      | 1         | 1e ronde  | < FC Ingolstadt 04: 1-4; Winnaar Bremer Pokal > Brinkumer SV: 2-0                                                             |
| 2012/13 | Regionalliga Nord             | IV     | 17        | 1e ronde  | < Borussia Dortmund: 0-3; Failliet; Finalist Bremer Pokal > SG Aumund-Vegesack: 0-4                                           |
| 2013/14 | Landesliga Bremen             | VI     | 16        | --        | |
| 2014/15 | Bezirksliga Bremen            | VII    | 1         | --        | |
| 2015/16 | Landesliga Bremen             | VI     | 1         | --        | |
| 2016/17 | Bremen-Liga                   | V      | 6         | --        | |
| 2017/18 | Bremen-Liga                   | V      | 2         | --        | |
| 2018/19 | Bremen-Liga                   | V      | 2         | --        | Winnaar Bremer Pokal > Bremer SV: 1-0                                                                                         |
| 2019/20 | Bremen-Liga                   | V      | 1         | 1e ronde  | < SV Darmstadt 98: 1-6; Winnaar Bremer Pokal > Blumenthaler SV: 2-2 (3-2 ns); competitie afgebroken i.v.m. coronapandemie     |
| 2020/21 | Regionalliga Nord             | IV     | 8         | 1e ronde  | < Borussia Mönchengladbach: 0-8 uit; Groep Zuid; competitie afgebroken i.v.m. coronapandemie                                  |
| 2021/22 | Regionalliga Nord             | IV     | 20        | --        | 10e Groep Zuid |
| 2022/23 | Bremen-Liga                   | V      | 1         | --        | FC Oberneuland wil niet promoveren. Winnaar Bremer Pokal > SG Aumund-Vegesack: 0-0 (4-1 ns)                                   |
| 2023/24 | Bremen-Liga                   | V      | 5         | 1e ronde  | < 1. FC Nürnberg: 1-9 |
| 2024/25 | Bremen-Liga                   | V      | 7         | --        | |
| 2025/26 | Bremen-Liga                   | V      | .         | --        | |

## Bekende (oud-)spelers
- Eric Groeleken (2000-2001)

SG Aumund-Vegesack ·
Blumenthaler SV ·
BTS Neustadt ·
FC Union 60 Bremen ·
OSC Bremerhaven ·
Brinkumer SV ·
TV Eiche Horn ·
ESC Geestemünde ·
SV Hemelingen ·
FC Oberneuland ·
SC Vahr-Blockdiek ·
TuRa Bremen ·
Vatan Spor Bremen ·
Werder Bremen III ·
TS Woltmershausen